# پول کالایی

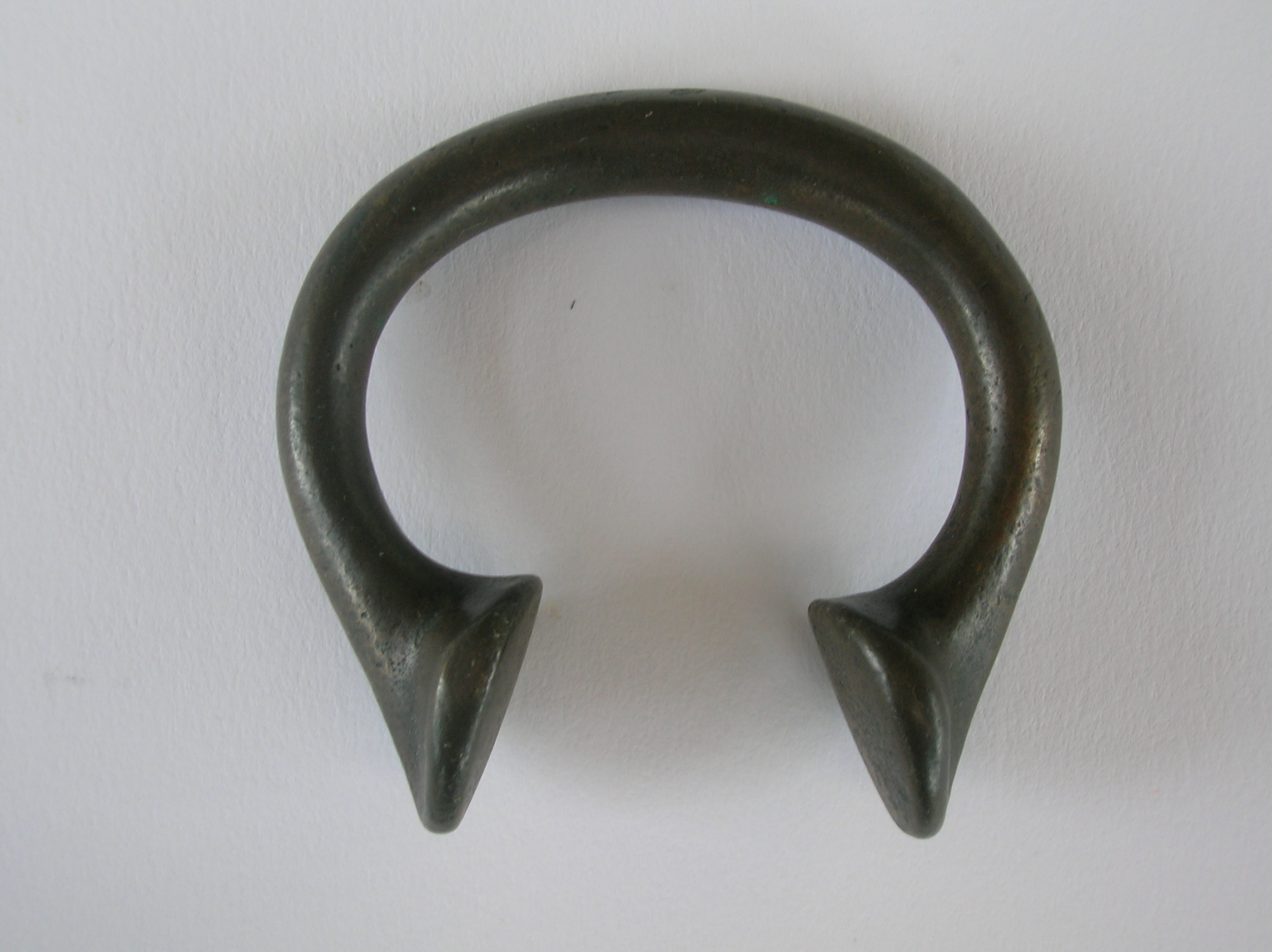
یک okpoho یا مانیلا، پول کالایی سنتیِ آفریقای غربی که تا دههٔ ۱۹۴۰ میلادی استفاده می‌شد.

پول کالایی یا پول نماینده نوعی کالای اقتصادی است که به عنوان پول پذیرفته شده و به کار می‌رود.
پول کالایی به عنوان راه‌کاری برای غلبه بر مشکلات معاملات پایاپای و اقتصاد تهاتری مطرح شد. کالایی که به عنوان پول کالایی انتخاب می‌شود به شرایط اقتصادی و جغرافیایی جامعه بستگی دارد. پول فلزی نوعی تکامل‌یافته‌تر از پول کالایی است که استفاده از آن از سدهٔ هشتم پیش از میلاد رایج بوده است.